# Вулиця Кабушкіна

## Історія
Вулиця названа на честь Івана Кабушкіна (1915—1943), учасника Мінського підпілля в роки німецько-радянської війни — на території України, Героя Радянського Союзу, закатованого у нацистських катівнях.

## Розташування
Розташована в Заводському районі.

## Опис
Від Партизанського проспекту (перехрестя, станція метро «Автозаводська») в протилежних напрямках йдуть вулиця Радіальна і вулиця Кабушкіна.
Майже паралельно проходить провулок Кабушкіна, який починається від Партизанського проспекту.
Вулиця Кабушкіна перетинає вулицю Машинобудівників, річку Свіслоч (біля Чижовського водосховища) і в районі відгалуження вулиці Уборевича, переходить у вулицю Ташкентська.

## Об'єкти
Будинки і будівлі: 1, 5, 16, 18, 20, 22, 24, 26, 26/А, 27, 28, 30, 32, 34, 36, 38, 45, 47, 48, 49, 50/A, 51, 52, 53, 54, 54/А, 57, 59, 59/А, 62, 64, 66, 66/А, 68, 70, 72, 74, 76, 78/2, 78/1, 80, 82, 84, 86, 86/А, 88, 90, 90/2, 92, 94/1, 94/2, 98
- 59/А — Білоруський державний педагогічний університет імені М.Танка (БДПУ). Факультет дошкільної освіти[3]
- 82 — Дитячий садок «Дитячий садок № 269»[4]
- 86 — Басейн «Дитячий юнацький клуб № 20»[5]
- 90 — Школа «Школа-інтернат № 10»[6]

## Транспорт
- Тролейбус: 16, 17, 26, 30, 49, 92.
- Автобус: 16, 21, 22, 59, 117сд,
- Маршрутне таксі: 1211.